# Monte Korab
O Monte Korab é a montanha mais alta da Albânia e da Macedônia do Norte, na fronteira entre os dois estados. É adjacente à montanha Sǎr.
Tem vários picos acima dos 2000 metros de altitude. O mais importante é o Grande Korab (em albanês: Maja e Korabit o Mali i Korabit, em macedônio: Голем Кораб (Golem Korab) ou Кобилино Поле (Kobilino Pole)), precisamente na fronteira. A sua altitude é de 2764 m (dados atuais, nas medições antigas é de 2.53 m).
Outros picos importantes do maciço do Korab são:
- Kepi Bar (2595 m)
- Mala Korapska Vrata (2425 m; dados antigos)
- Kabash (2395 m)
- Ciganski Premin (2295 m)
- Plocha (2235 m)
- Visoka Karpa (2090 m).

Acima dos 2000 m o clima é alpino e inclui elementos da flora alpina.
Durante a Guerra do Kosovo, houve uma frente de batalha no Korab, que é hoje uma zona minada e perigosa. Subir à montanha pelo lado macedônio é possível mas são exigidos complicados trâmites burocráticos e escolta militar. 
A melhor forma para escalar o Golem Korab é juntar-se a uma escalada internacional que tem lugar cada ano no início de Setembro. Essa escalada é organizada pelo clube de montanhismo PSD "Korab", de Escópia.
O monte Korab está representado no brasão de armas da Macedônia do Norte.